# Eduard Robert Rösler
Eduard Robert Rösler (Olomouc, 1836. március 2. – Graz, 1874. augusztus 19.) osztrák–magyar történész. Főleg a románság eredetét kutatta. Nevéhez fűződik a „bevándorláselmélet” megalkotása, melyet gyakran Rösler-elméletnek is neveznek.
1. 1 2  „Rösler, Robert” (német nyelven). Biographisches Lexikon des Kaiserthums Oesterreich 28, 370. o.